# レイ・エバンズ
レイ・エバンズ（Ray Evans）ことレイモンド・バーナード・エバンズ（Raymond Bernard Evans, 1915年2月4日 - 2007年2月15日）は、アメリカ合衆国の作詞家。ジェイ・リビングストンとのコンビで映画音楽を創作したことで知られている。

## 人物
ユダヤ人であったエバンズは、1915年にニューヨーク州サラマンカで生まれた。
リビングストンとエバンズは、1948年に公開された映画『腰抜け二挺拳銃』（The Paleface）のために作られた「ボタンとリボン」（Buttons and Bows）で初めてアカデミー歌曲賞を受賞した。1950年には、映画 『別働隊』 （Captain Carey, U.S.A.）の主題歌である「モナ・リザ」（Mona Lisa）、さらに、1956年には、映画『知りすぎていた男』（The Man Who Knew Too Much）の主題歌である「ケ・セラ・セラ」（Que Sera Sera）でもそれぞれアカデミー歌曲賞を受賞した。また、1951年には、現在においてもクリスマスのスタンダード・ナンバーとして知られる「シルバー・ベルズ」(Silver Bells) を書いた。
1958年には、トニー賞の最優秀ミュージカル賞にノミネートされた『オウ・キャプテン!』（Oh, Captain!）というミュージカルで使用された曲をリビングストンと共に作詞・作曲した。
2007年2月15日、カリフォルニア州ロサンゼルスで亡くなった。92歳だった。ちょうどこの日は、「モナ・リザ」を有名にした歌手のナット・キング・コールが42年前に亡くなった日でもあった。